# نووالکساندروفسک
شهر نووالکساندروفسک (به روسی: Новоалександровск) در کشور روسیه و در کرای استاوروپول واقع شده‌است.